# Nanbanzuke

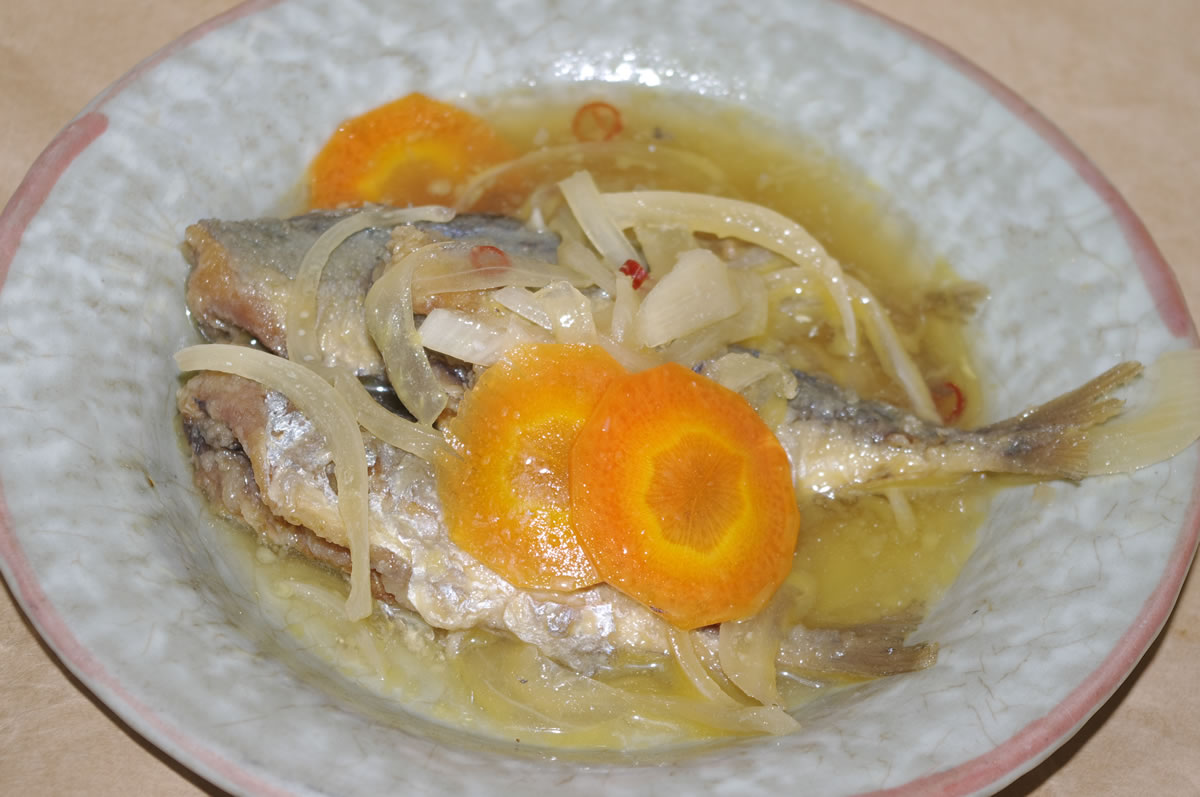
Chinchard nanbanzuke.

Nanbanzuke, ou nanban-zuke (南蛮漬け, 南蛮漬け), littéralement « saumure des barbares du Sud », est un plat japonais de poisson ressemblant à l'escabèche. Pour le préparer, le poisson, souvent du chinchard ou du wakasagi, est frit puis mariné dans le vinaigre et avec d'autres ingrédients aromatiques,,,.